# هو ريشا
هو ريشا (بالصينية: 呼日查) هي مصارعة الهواة صينية، ولدت في 3 يناير 1965.

## وصلات خارجية
- هو ريشا على موقع قاعدة بيانات المصارعة الدولية (الإنجليزية)
- هو ريشا على موقع أوليمبيديا (الإنجليزية)